# Paul-Hippolyte de Beauvilliers (1712-1788)
Pour les articles homonymes, voir Beauvilliers.
Ne doit pas être confondu avec son père, Paul-Hippolyte de Beauvilliers, duc de Saint-Aignan.
Paul-Hippolyte de Beauvilliers, marquis de La Ferté-Saint-Aignan, né le 26 décembre 1712 à Versailles et mort à Paris le 5 décembre 1788, est un officier de marine et aristocrate français. Il combat en Méditerranée pendant la guerre de Sept Ans et termine sa carrière avec le grade de vice-amiral de la flotte du Ponant en 1781.

## Biographie

### Origines et famille
Paul-Hippolyte de Beauvilliers descend de la maison de Beauvilliers, une illustre maison d'ancienne chevalerie, originaire de la Beauce, dans le Pays Chartrain. Elle remonte au XIIe siècle.
Son père, Paul-Hippolyte de Beauvilliers, duc de Saint-Aignan (1684-1776) est un diplomate et militaire. Ambassadeur de France à Madrid et à Rome, il est élu membre de l'Académie française en 1726. Il commande également un temps la Marine à Toulon et à Marseille.
Sa mère, Marie-Anne de Montlezun (morte le 15 octobre 1734), dame de Pomeuse et de Lumigny, est la fille unique de Jean Baptiste-Francois de Montlezun, marquis de Besmaux, maître de camp de Cavalerie et premier cornette des chevau-légers de la garde du Roi et de Marguerite-Geneviève Colbert de Villacerf.
Il épouse Adélaïde Louise Valboy de Metz de Ferrières, sans descendance.

### Carrière militaire
Il entre dans la Marine royale avec le grade de garde de l'étendard réal des galères le 4 octobre 1728. Mais dès 1729, il accompagne son père à Rome où ce dernier a été nommé ambassadeur. Il croise sur les côtes d'Italie sur la galère La Fortune en 1731. Promu enseigne de vaisseau en 1733, il prend part aux campagnes au large du Maroc en 1737, aux Antilles 1740, et sur les côtes d'Espagne en 1741, au début de la guerre de Succession d'Autriche. Lieutenant de vaisseau en 1741, il devient capitaine de vaisseau en 1746 et se voit confier le commandement du vaisseau Le Lion.

#### Guerre de Sept Ans
Pendant la guerre de Sept Ans, il participe à la bataille de Minorque le 20 mai 1756 au large de Port-Mahon (actuelle Minorque) et à la bataille de Lagos (17-19 août 1759), au cours de laquelle Le Redoutable (74 canons), le vaisseau qu'il commande, est incendié.
Il est nommé chef d'escadre, le 1er octobre 1764, lieutenant-général des armées navales le 24 septembre 1769. Il est fait commandeur de l'ordre royal et militaire de Saint-Louis, le 18 août 1772.
Nommé commandant de la marine a Toulon, le 22 janvier 1773, il est promu au grade de vice-amiral de France commandant la flotte du Ponant, le 17 novembre 1781.
Il décède à Paris, le 5 décembre 1788, à l'âge de 75 ans, sans descendance.

### Sources et bibliographie
- Jean Baptiste Pierre Jullien de Courcelles, Histoire généalogique et héraldique des pairs de France, vol. 6, Paris, chez l'auteur, 1826 (lire en ligne), p. 39
- Rémi Monaque, Une histoire de la marine de guerre française, Paris, éditions Perrin, 2016, 526 p. (ISBN 978-2-262-03715-4) ;
- Étienne Taillemite, Dictionnaire des marins français, Paris, éditions Tallandier, 2002, 573 p. (ISBN 2-84734-008-4) ;
- Michel Vergé-Franceschi, Les officiers généraux de la Marine Royale : (1715-1774) : origines, conditions, services, Librairie de l'Inde, 1990, 383 p., p. 96 ;
- Michel Vergé-Franceschi (dir.), Dictionnaire d'histoire maritime, Paris, éditions Robert Laffont, coll. « Bouquins », 2002, 1508 p. (ISBN 2-221-08751-8 et 2-221-09744-0, BNF 38825325) ;
- Georges Lacour-Gayet, La Marine militaire de la France sous le règne de Louis XV, Honoré Champion éditeur, 1910 (1re éd. 1902) (lire en ligne)